# بخش رنگا ریدی
بخش رنگا ریدی (به انگلیسی: Ranga Reddy district) یک منطقهٔ مسکونی در هند است که در آندرا پرادش واقع شده‌است. بخش رنگا ریدی ۵٬۰۳۱ کیلومتر مربع مساحت و ۲٬۴۴۶٬۲۶۵ نفر جمعیت دارد.